# Бременил
Бременил (фр. Bréménil) насеље је и општина у североисточној Француској у региону Лорена, у департману Мерт и Мозел која припада префектури Линевил.
По подацима из 2011. године у општини је живело 123 становника, а густина насељености је износила 21,96 становника/km². Општина се простире на површини од 5,6 km². Налази се на средњој надморској висини од 330 метара (максималној 425 m, а минималној 306 m).

## Демографија
| 1962. | 1968. | 1975. | 1982. | 1990. | 1999. | 2011. |
| ----- | ----- | ----- | ----- | ----- | ----- | ----- |
| 184   | 186   | 176   | 155   | 146   | 143   | 123   |

График промене броја становника у току последњих година